# 棕色脂肪組織
棕色脂肪組織（英語：brown adipose tissue，缩写为），是動物體內一種主要儲存中、小型脂肪滴的脂肪細胞，可以產生身體的熱能。人和动物体中的脂肪组织分为棕色脂肪组织(BAT)和白色脂肪组织(WAT)。BAT因其细胞内含有大量血红蛋白和高水平的血红素卟啉,细胞呈棕色而得名。
棕色脂肪細胞具有大量粒線體，粒線體內膜上含有豐富的解偶联蛋白1（UCP1），又稱產熱素。這種蛋白質可以讓質子穿過，消耗一部份氧化磷酸化過程中產生的質子濃度梯度，使得三磷酸腺苷的製造量下降，能量轉而以熱的形式釋出。因此棕色脂肪細胞可以大量產熱，同時氧氣消耗量也很高。

## 人類身上
人類身上的棕色脂肪細胞主要存在於頸部和肩膀部位。該處皮下脂肪較少，又有大型血管通過，散熱很快，需要額外的熱量來維持溫度。新生兒必須面臨室溫遠低於母體體溫（37℃）的情況，而且體溫調節中樞尚未發育成熟，所以他們比成人擁有更多的棕色脂肪細胞以產生熱能。

## 動物身上
需要冬眠的恆溫動物為了維持體溫，在冬天降臨之前會在體內儲存大量的棕色脂肪，最多可達平常的500倍。
- Histology image: 04901lob – 波士顿大学的组织学学习系统 – "Connective Tissue: multilocular (brown) adipocytes"

1. ↑  Cinti S. . rostaglandins Leukot Essent Fatty Acids. 2005, 73 (1): 9–15. PMID 15936182. doi:10.1016/j.plefa.2005.04.010.